# Eudorylaimus similis
Eudorylaimus similis är en rundmaskart. Eudorylaimus similis ingår i släktet Eudorylaimus, och familjen Qudsianematidae. Arten är reproducerande i Sverige.